# Lasioglossum abietum
Lasioglossum abietum är en biart som först beskrevs av Michener 1936.  Lasioglossum abietum ingår i släktet smalbin, och familjen vägbin. Inga underarter finns listade i Catalogue of Life.